# Geureudong
Geureudong, Bur ni Geureudong o Bur ni Telong és un gran complex estratovolcànic de 30 quilòmetres d'amplada que es troba a la província d'Aceh, al nord de Sumatra, Indonèsia.
S'eleva sobre sobre esquists i roques granítiques i presenta diversos cons volcànics. El més alt, el Bur ni Geureudong, s'eleva fins als 2885 msnm. Va entrar en erupció per última vegada durant el Plistocè, encara que algunes fonts indiquen que el volcà va estar actiu fins fa poc. Hi ha fumaroles i guèisers als vessants nord i sud del volcà. El con de cendres Pupanji es va formar al vessant sud-est i al costat de dos maars amb diàmetres de 300 i 60 metres.